# Pieter Xavery

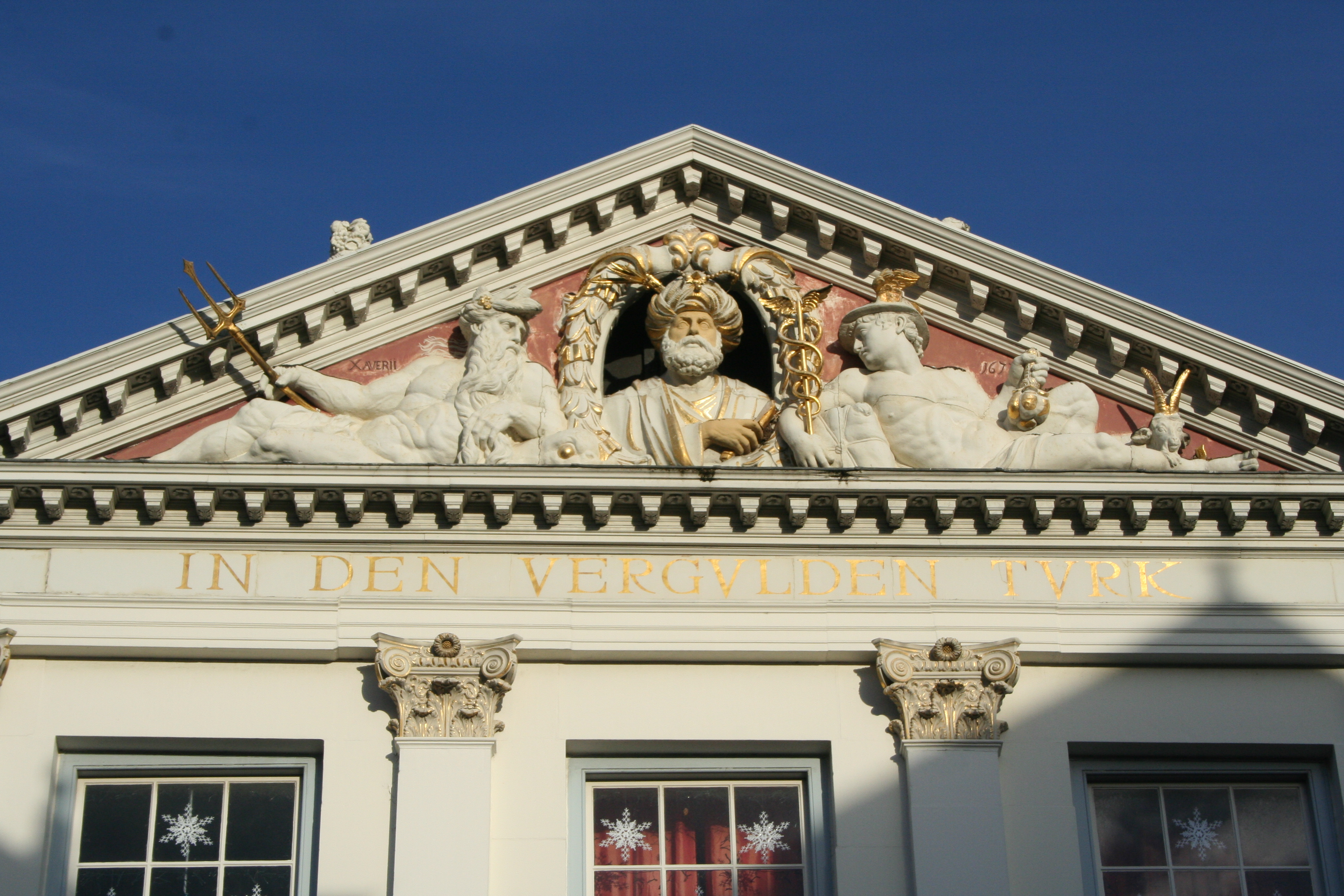
Fronton In den vergulden Turk (1673).

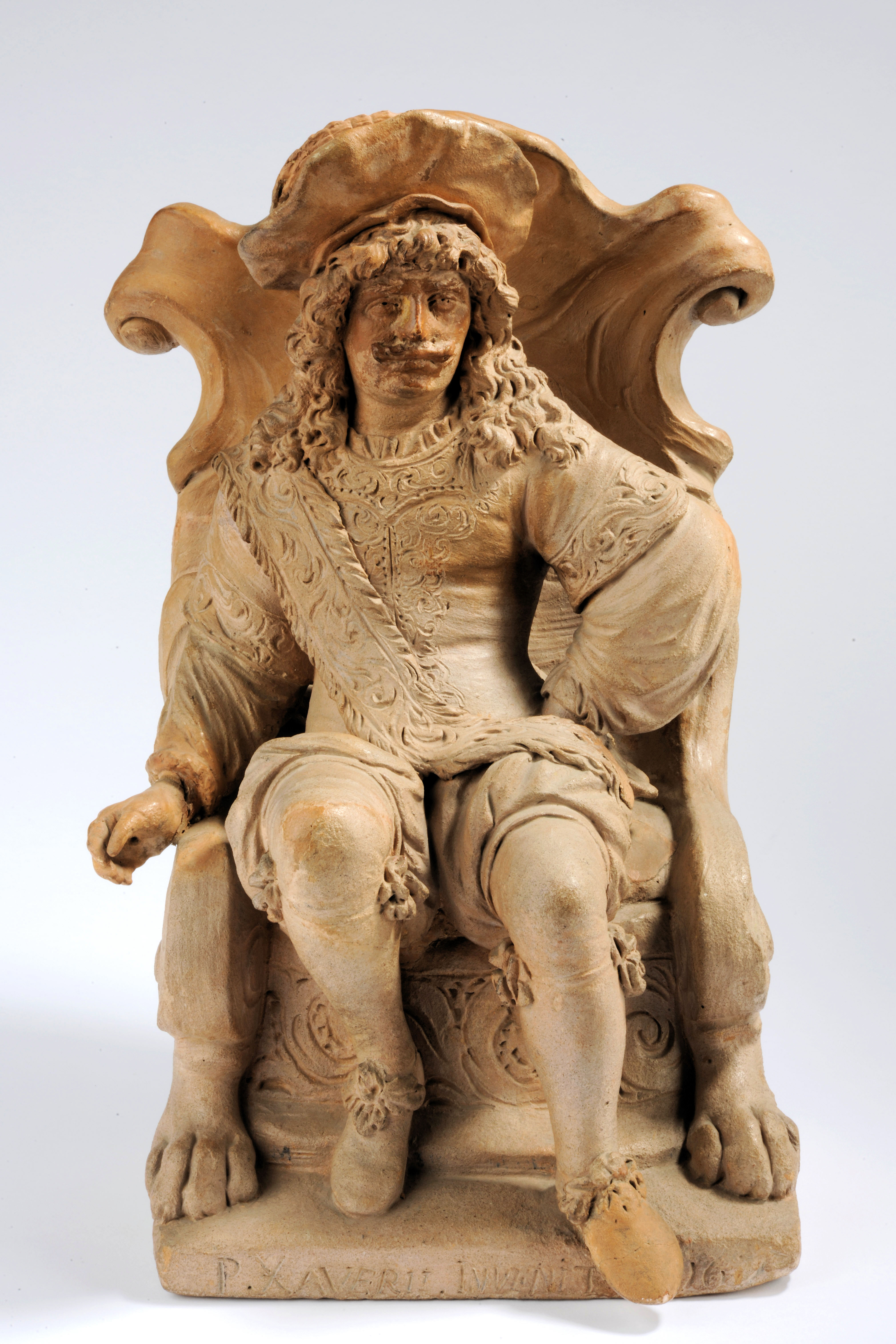
De schout (1673), een van de figuren die Xavery maakte voor zijn voorstelling van de Leidse Vierschaar. Linksonder zijn signatuur.

Petrus (Pieter) Xavery (gedoopt Antwerpen, 21 oktober 1646 – Leiden, najaar 1673) was een beeldhouwer uit de Zuidelijke Nederlanden, die zich in in Leiden vestigde.

## Leven en werk
Pieter Xavery werd in de Antwerpse parochie Onze Lieve Vrouwe Zuid gedoopt als Petrus, zoon van Johannes Savery/Xavery en Johanna Boochmans. Hij was een broer van Jeronimus Xavery en oom van Albert Xavery, beiden beeldhouwers in Antwerpen. Xavery vestigde zich in 1670 in Leiden, mogelijk als opvolger van Rombout Verhulst, die naar Den Haag was verhuisd. Hij werd in juni 1670 onder de naam Petrus Xaverinus ingeschreven als student wiskunde aan de Leidse academie, vermoedelijk slechts om geen accijns te hoeven betalen. Hij maakte veelal kleinplastiek in terracotta, maar verzorgde ook groter beeldhouwwerk, zoals de invulling van een fronton voor de familie La Pla aan de Breestraat in Leiden. Als symbool voor de handel van de familie met het Midden Oosten plaatste Xavery als centrale figuur een oosterse man met tulband, aan weerszijden Neptunus met drietand en Mercurius met de caduceus, de Romeinse goden van de zee en de handel. De huidige naam van het pand, In den vergulden Turk, is pas rond 1900 ontstaan en ontleend aan de oosterse man van Xavery.
Een aantal maanden na zijn komst in Leiden ging Xavery in ondertrouw als Petrus Savoriex beelthouder, jongeman van Antwerpen, hij trouwde op 7 december 1670 met Geertruyt Jan Willemsdr Buyscher. Pieter was in september 1673 nog actief, op 29 november 1673 wordt zijn vrouw als weduwe vermeld. Het echtpaar kreeg twee dochters. De jongste, die na Pieters overlijden werd geboren, werd traditiegetrouw naar haar vader vernoemd: Petronella. Bij haar doop in juni 1674 trad oom Jeronimus Xavery op als getuige.

## Enkele werken
- 1667: Plaquette met een voorstelling van de geseling van Christus, collectie Gruuthusemuseum in Brugge.[6]
- 1670: Binnenpui voor pand aan de Oude Singel 88, Leiden. Opgenomen in de collectie van Museum De Lakenhal, Leiden.
- 1671: Groep met bacchanten, collectie Museum Meermanno, Den Haag.
- 1672: Fronton met centraal het wapen van Leiden en aan weerszijden personificaties van de Gerechtigheid en de Voorzichtigheid, voor de Vierschaar in Leiden.
- 1673: Fronton met centraal een Turk met tulband en aan weerszijden Neptunus en Mercurius voor In den vergulden Turk aan de Breestraat in Leiden.
- 1673: Lierspeler, collectie Rijksmuseum Amsterdam.
- 1673: Voorstelling van de Leidse vierschaar, groep van 23 figuren, in de collectie van Museum De Lakenhal.
- 1673: Twee lachende narren, collectie Rijksmuseum Amsterdam.
- Doedelzakspeler met jongen en hond, collectie Museum Willet-Holthuyzen, Amsterdam.
- Borstbeeld van een onbekende man, collectie Kasteel-museum Sypesteyn
- Twaalf bustes van Romeinse keizers, collectie Museum De Lakenhal.

## Galerij

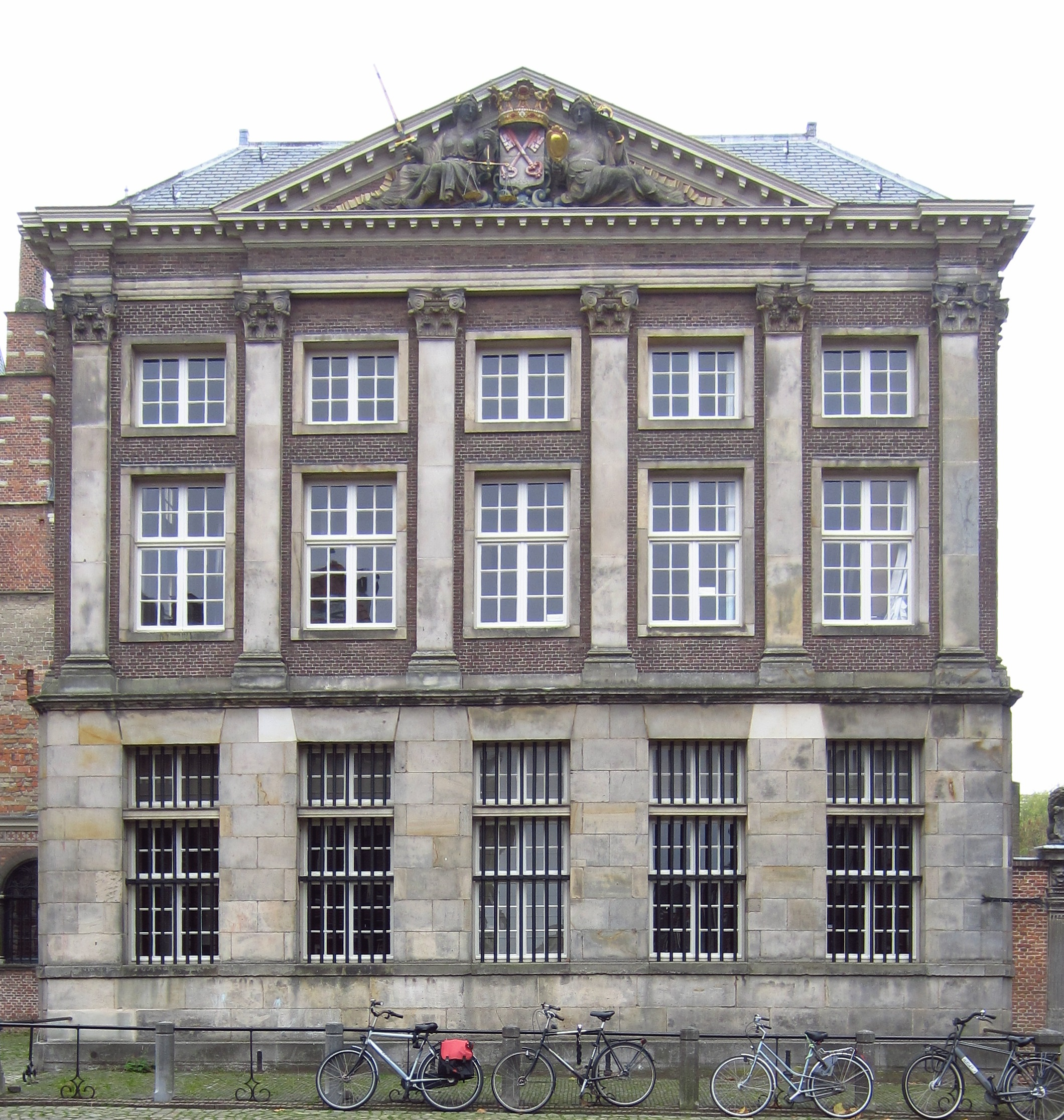
Vierschaar Leiden
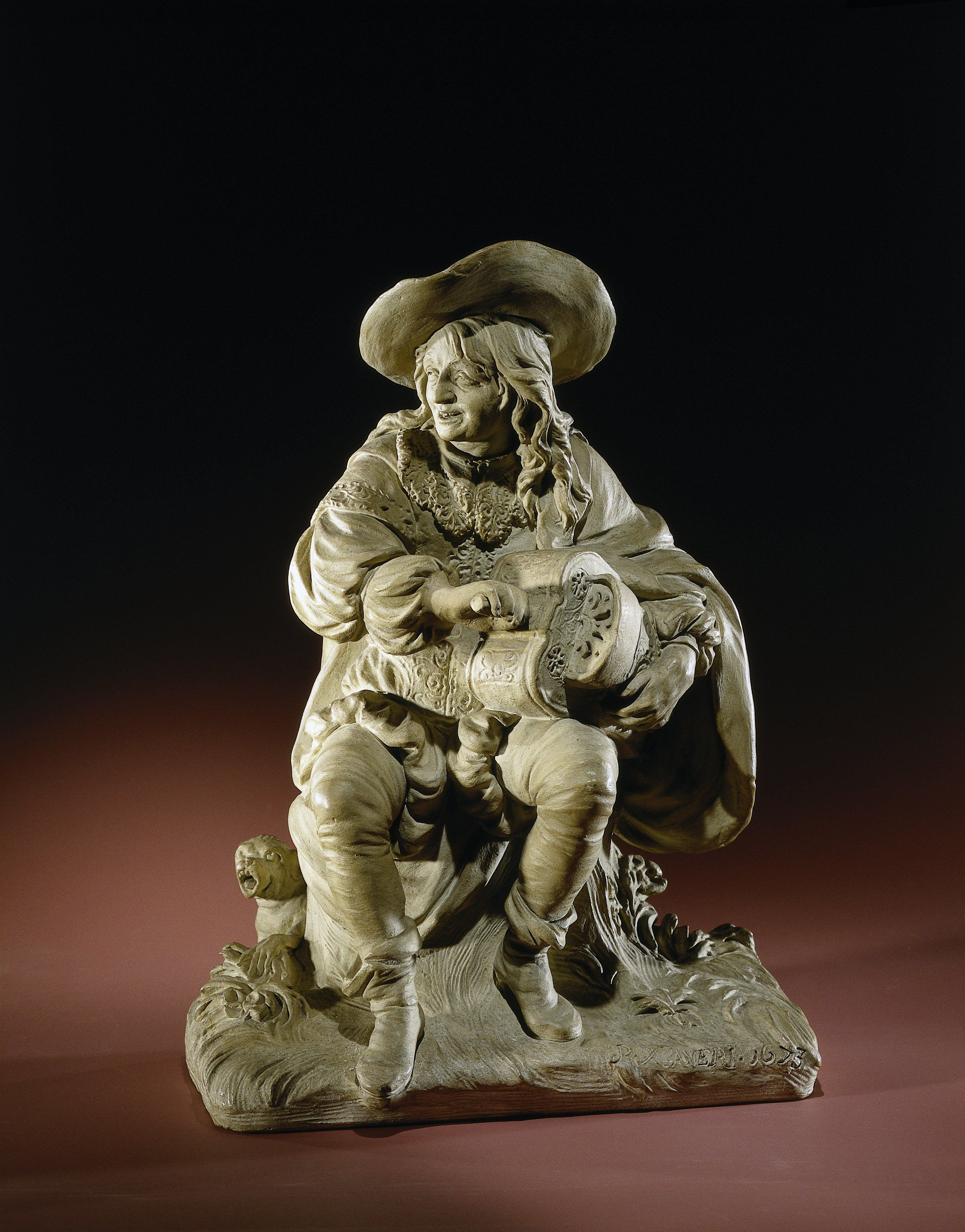
Lierspeler
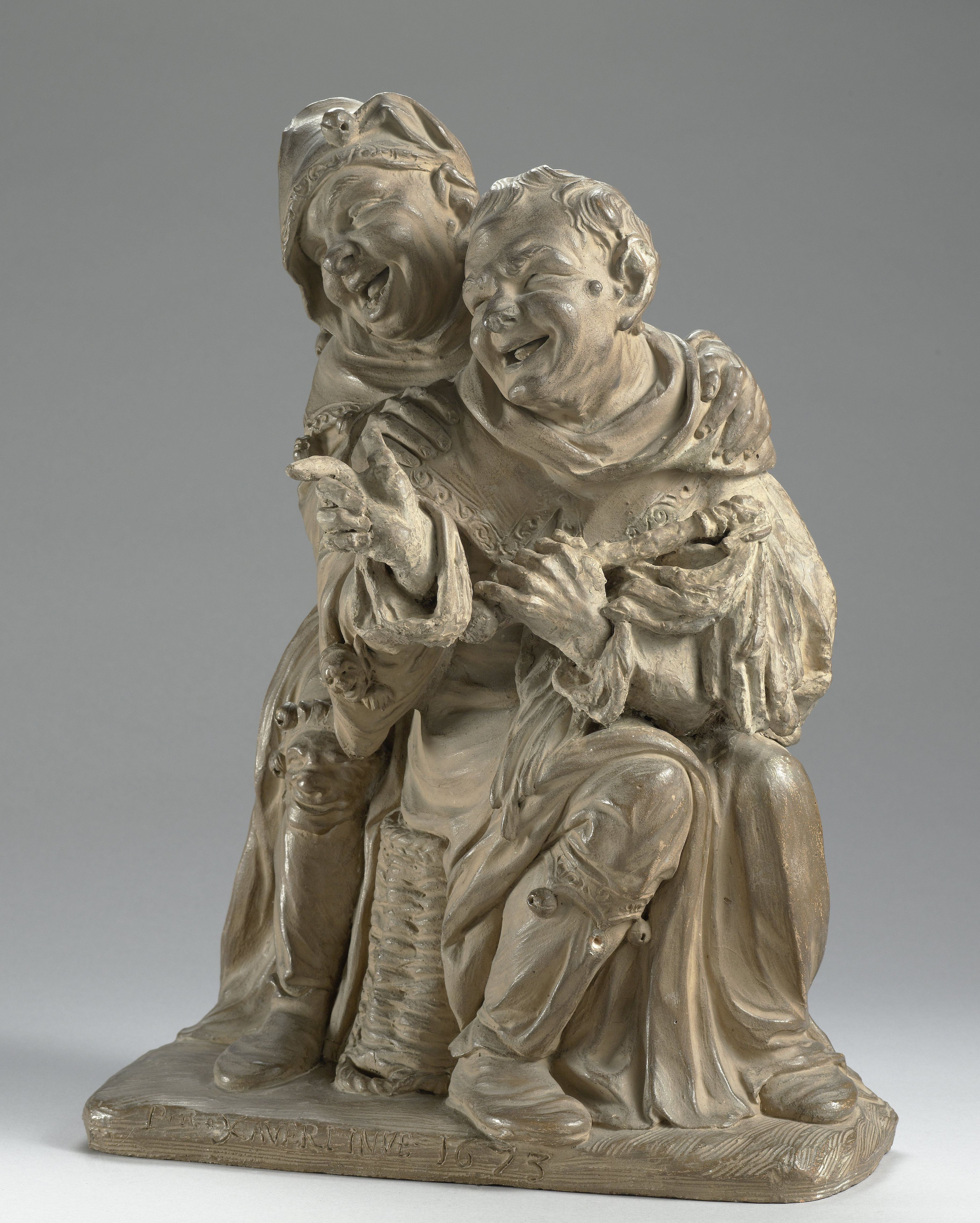
Twee lachende narren

- Biografisch Portaal: 07268925
- Gemeinsame Normdatei: 1072771918
- International Standard Name Identifier: 0000 0004 5440 9477
- Library of Congress Control Number: no2016001493
- RKD-Nederlands Instituut voor Kunstgeschiedenis: 207044
- Union List of Artist Names: 500047567
- Virtual International Authority File: 100626389
- WorldCat: E39PCjxPxtYWgR6YRmyB6CVR83